# Diocèse de Shantou

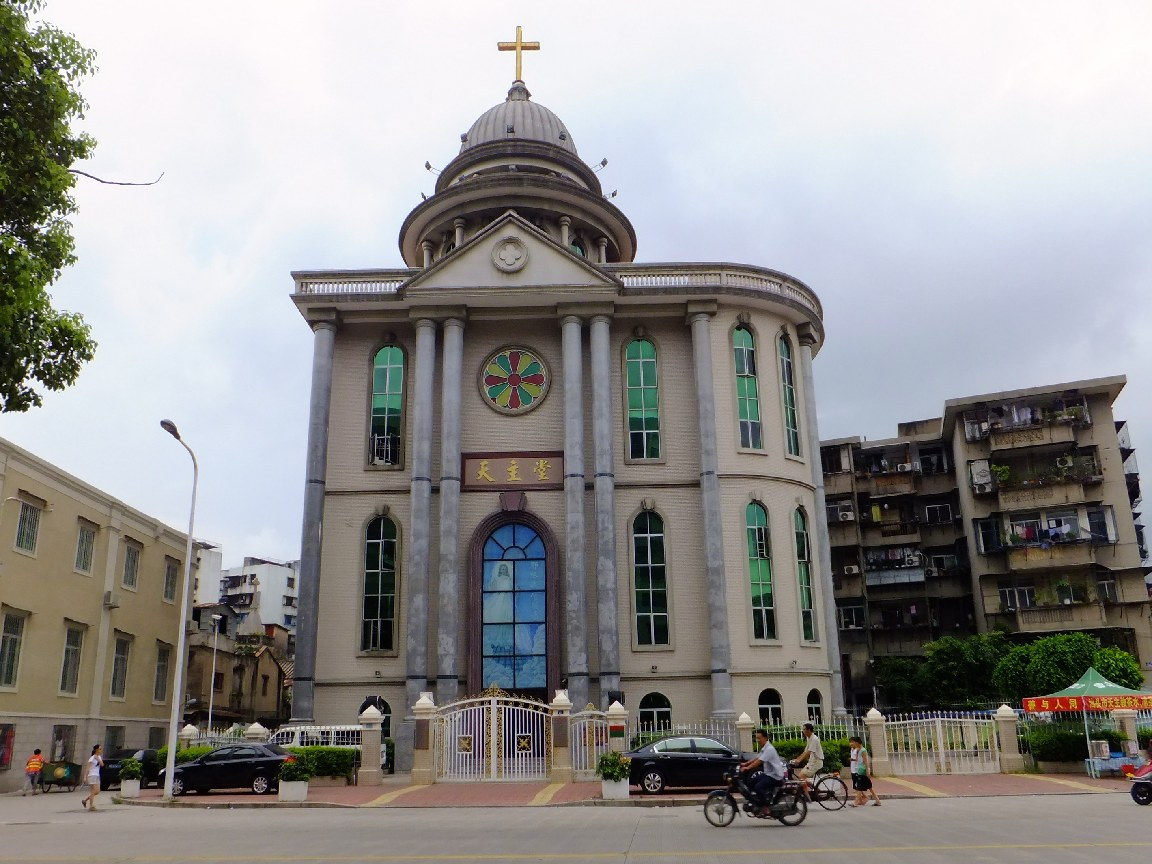
Nouvelle cathédrale Saint-Joseph de Shantou.

Le diocèse de Shantou (Dioecesis Scianteuvensis) est un siège de l'Église catholique en République populaire de Chine, suffragant de l'archidiocèse de Canton. Il est actuellement tenu par un évêque non reconnu par Rome, nommé par l'association catholique patriotique chinoise, tandis que l'évêque nommé par le Saint-Siège est dans la clandestinité.

## Territoire
Le diocèse se trouve dans la partie méridionale du Guangdong (autrefois Kuong-Tong, puis  Kwangtung).
Le siège épiscopal se trouve à Shantou, où une nouvelle cathédrale dédiée à saint Joseph a été construite par l'association patriotique chinoise (non reconnue par le Saint-Siège) en 2006.

## Histoire
Le territoire est évangélisé à partir de la seconde moitié du XIXe siècle par les Missions étrangères de Paris qui sont concurrencées par la mission baptiste américaine et par les presbytériens, mieux introduits sur la côte. Ce n'est qu'en 1893 qu'une première chapelle est construite par le pro-préfet apostolique, Antoine Doustis, à Swatow qui compte alors 25 000 habitants. Les sœurs de Saint-Paul de Chartres arrivent en 1910 ouvrant un orphelinat de filles et un dispensaire. Les pères s'occupent d'écoles de garçons. Le vicariat apostolique de Kiaotsu est érigé le 6 avril 1914 par le bref Sollemne Domini de saint Pie X, par la partition d'une portion de territoire du vicariat apostolique du Kuong-Tong (aujourd'hui archidiocèse de Canton). Le 18 août 1915, il assume le nom de vicariat apostolique de Swatow (ancienne translittération de Shantou). En 1921, il y a 33 188 catholiques dans le vicariat, 79 écoles de garçons et 13 écoles de filles, ainsi que 6 orphelinats de filles, 21 prêtres missionnaires et 12 prêtres chinois pour 291 chapelles ou oratoires. Les ursulines canadiennes arrivent en 1922 à Swatow, en 1924 à Chaochow (Chaozhou) et en 1926 à Hepo, ouvrant pour les filles écoles, orphelinats et ateliers de broderie et de crochet. Elles se font aider dans l'instruction et le catéchisme de vierges chinoises consacrées, ce qui donnera naissance en 1938 par le père Auguste Veaux à l'association des vierges de Marie Reine des Cœurs.
Le 31 janvier 1924, le vicariat cède une portion de territoire à l'avantage de la nouvelle préfecture apostolique de Kong Moon (aujourd'hui diocèse de Jiangmen).
Le 20 février 1929, il cède une portion de territoire à l'avantage de la nouvelle préfecture apostolique de Kaying (aujourd'hui diocèse de Meixian ou de Jiaying).
Il est élevé au rang de diocèse par la bulle Quotidie Nos de Pie XII du 11 avril 1946.
Avec la prise du pouvoir de Mao Tsé-Toung sur l'ensemble de la Chine en octobre 1949, les missions sont démantelées dans les deux ans, et les catholiques persécutés. Lorsque la Chine communiste engage la fin de sa fermeture au monde dans les années 1980, les autorités, par la formation de l'association patriotique chinoise, nomment une hiérarchie chinoise qu'elles contrôlent. C'est également le cas dans ce diocèse où la hiérarchie est considérée par Rome comme illégitime. En 2006, Benoît XVI nomme évêque Pierre Zhuang Jianjian, ordonné secrètement, mais le pouvoir nomme un autre évêque en 2011 (élu par les membres de l'association locale en mai 2011), considéré comme illégitime par Rome et excommunié.

## Ordinaires
- Adolphe Rayssac M.E.P., 17 juillet 1914-décembre 1935
- Charles Vogel M.E.P., 9 décembre 1935-13 avril 1958 (expulsé en 1952)
- Sede vacante
- Pierre Zhuang Jianjian, depuis 2006 (évêque clandestin)

## Statistiques
En 1950, le diocèse comptait environ 30 000 baptisés pour 5 000 000 habitants (0,6 %).